# Ga Hải Phòng
Ga Hải Phòng là ga tàu hỏa chính tại thành phố Hải Phòng, Việt Nam. Ga Hải Phòng là ga hành khách cuối cùng trên tuyến đường sắt Hà Nội - Hải Phòng. Ngoài ra, ga Hải Phòng còn có tuyến đường sắt chạy đến cảng Hải Phòng chở hàng hóa từ cảng đến các vùng sâu trong nội địa bằng đường sắt.

## Lịch sử hình thành

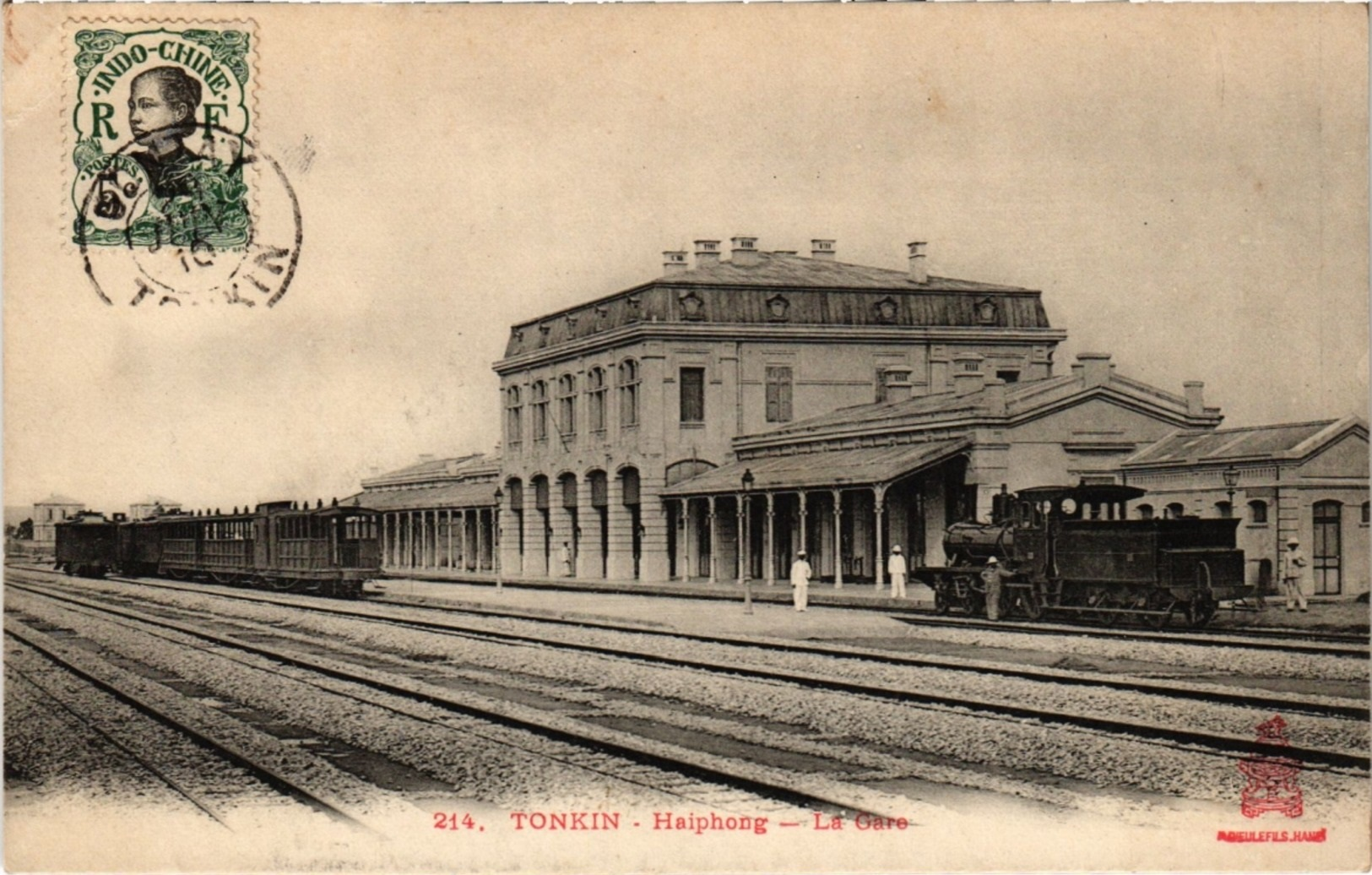
Ga Hải Phòng trên một tấm bưu thiếp thời Pháp thuộc

Sau khi chiếm được Bắc Kỳ, thực dân Pháp bắt đầu công cuộc khai thác thuộc địa. Đường sắt là phương tiện chuyên chở chủ yếu. Để nối Hà Nội với Hải Phòng, người Pháp đã cho xây dựng tuyến đường sắt dài 102 km nối liền hai thành phố này. Ngày ngày 16 tháng 6 năm 1902, toàn tuyến được chính thức đưa vào khai thác và kèm theo đó là sự ra đời của ga Hải Phòng.
Ngày ngày 21 tháng 10 năm 1946, sau khi dự hội nghị Fontainebleau trở về đến Cảng Hải Phòng, chủ tịch Hồ Chí Minh đã đến ga Hải Phòng và khởi hành về thủ đô Hà Nội.
Sau chiến dịch Điện Biên Phủ năm 1954, Pháp đồng ý rút hết quân về nước. Hải Phòng là điểm sau cùng của đường sắt miền Bắc còn bị chiếm đóng. Cùng với nhân dân, công nhân khu đường sắt Hải Phòng, công nhân nhà ga đã có 12 cuộc đấu tranh bảo vệ máy móc, vật liệu. Ngày 13-5, bộ đội Việt Nam tiếp quản ga Hải Phòng. Sáng ngày ngày 15 tháng 5 năm 1955, nhà ga hoạt động bình thường, đón tiếp tàu chở bộ đội và cán bộ tiếp quản vào thành phố; tuyến Hà Nội - Hải Phòng hoạt động trở lại như thường lệ.

## Tình hình hiện tại

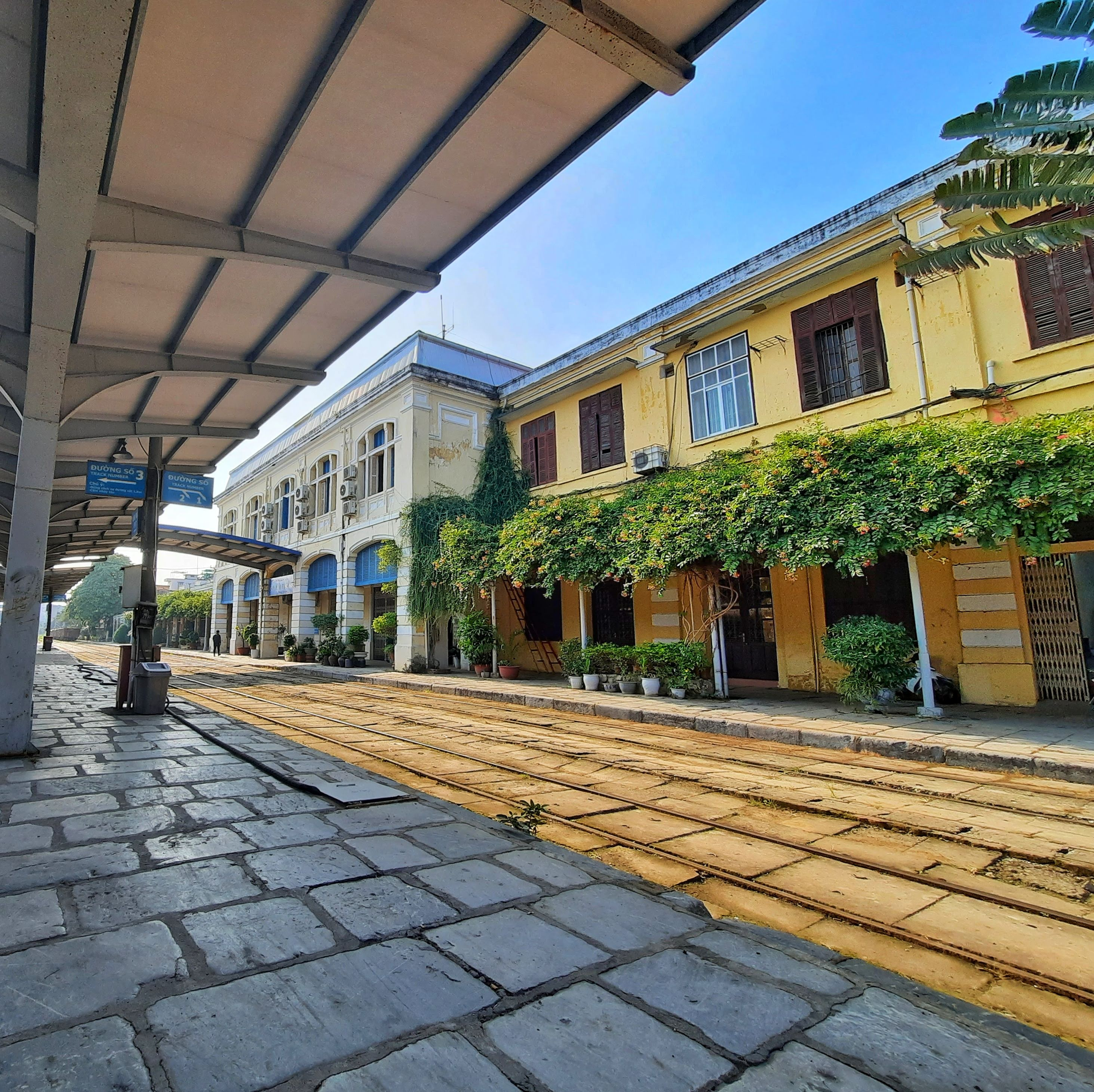
Ga Hải Phòng nhìn từ phía sân chờ tàu hoả.

Ga Hải Phòng hiện tại là một trong những ga lớn và hiện đại nhất Việt Nam. Hiện tại một ngày có 4 đôi tàu chở khách chạy tuyến Hải Phòng - Hà Nội và ngược lại vận chuyển hành khách bằng các toa xe ngồi cứng, ngồi mềm, toa xe 2 tầng có điều hoà nhiệt độ. Ga Hải Phòng khai thác hệ thống đường sắt tại nhà ga và hệ thống đường sắt trong Cảng Hải Phòng, Cảng Chùa Vẽ, Cảng Viconsip.
Năng lực vận tải hàng hoá đáp ứng thường xuyên từ 3000 đến 4000 tấn xếp, 2000 đến 3000 tấn dỡ/ngày,bằng các toa xe có mui (GG)trọng tải từ 25 đến 36 tấn, toa xe không mui thành cao (HH) trọng tải từ 25 đến 40 tấn, toa xe không mui thành thấp (NN) trọng tải từ 25 đến 35 tấn, toa xe xitec (PP) trọng tải từ 25 đến 35 tấn, toa xe thành thấp (MVT) trọng tải 50 tấn, toa xe chuyên dùng vận chuyển container (M cd) trọng tải từ 25 đến 35 tấn.

## Tuyến đường sắt chính
- Đường sắt Hà Nội - Hải Phòng

## Các dịch vụ chính
- Vận tải hàng hoá nguyên toa từ Cảng Hải Phòng, Cảng chùa Vẽ, Cảng Viconsip, ga chính đi các ga trong mạng lưới Đường sắt Việt Nam và liên vận quốc tế.
- Vận chuyển container chuyên tuyến từ Cảng Hải Phòng,Cảng chùa Vẽ, Cảng Viconsip đi các ga Yên Viên, ga Giáp Bát, ga Việt Trì, ga Văn Phú, ga Bảo Hà, ga Lào Cai, ga Lưu Xá, ga Xuân Giao.
- Uỷ thác vận tải hàng hoá và container từ kho đến kho theo từng công đoạn hoặc trọn gói tại các địa điểm trong toàn quốc.
- Vận chuyển hành khách tuyến Hải Phòng - Hà nội.
- Đại lý bán vé tàu thống nhất bằng Bắc - Nam cả hai chiều bằng hệ thống máy tính nối mạng trong ngành Đường sắt bán vé từ Hà Nội đi Thành phố Hồ Chí Minh, vé khứ hồi và vé lên tàu tại một ga khác trên tuyến đường sắt Bắc - Nam.
- Vận chuyển hàng lẻ có trọng lượng từ 20 kg đến 10.000 kg đi các ga trên tuyến đường sắt Bắc - Nam.
- Kinh doanh khách sạn du lịch: Nhà nghỉ có tiện nghi đầy đủ, nhà hàng phục vụ hội nghị, đám cưới, đặt tiệc.
- Đại lý vé tàu thủy đi Cát Bà, Hạ Long.